# Урочище Яйко
Урóчище «Я́йко» — заповідне урочище в Українських Карпатах. Розташоване за 10 км. на південний схід від села Мислівка Долинського району Івано-Франківської області, на території Правицького лісництва, кв. 38: вид. 23-32, кв. 40: вид. 28-36, кв. 41: вид. 29, 43, 44, кв. 42: вид. 14-29 
Площа 257,4 га. Створене 2004 року. Перебуває у віданні ДП «Вигодське лісове господарство». 
Урочище створене з метою збереження високогірних насаджень ялини звичайної, розташованих у зоні високогірних смерекових лісів з домішкою сосни гірської та поодиноких екземплярів кедра європейського, що зростають у верхній межі лісу — від 1075 м. до 1525 м. над рівнем моря, на північних схилах гори Яйко-Ілемське (масив Ґорґани). 
Трав'яний покрив — чорниця, брусниця, водянка, арніка гірська, щавель кінський, калган, плаун булавовидний та інші рідкісні рослини. Урочище є сприятливим місцем для відтворення мисливської фауни: оленя благородного, рисі, ведмедя бурого, куниці, білки, глухаря. 
Охоронні знаки встановлено Громадською організацією «Туристичне товариство «Карпатські стежки» в 2013 році у співпраці з ДП «Вигодське лісове господарство» за сприяння «Фундації Rufford Foundation».

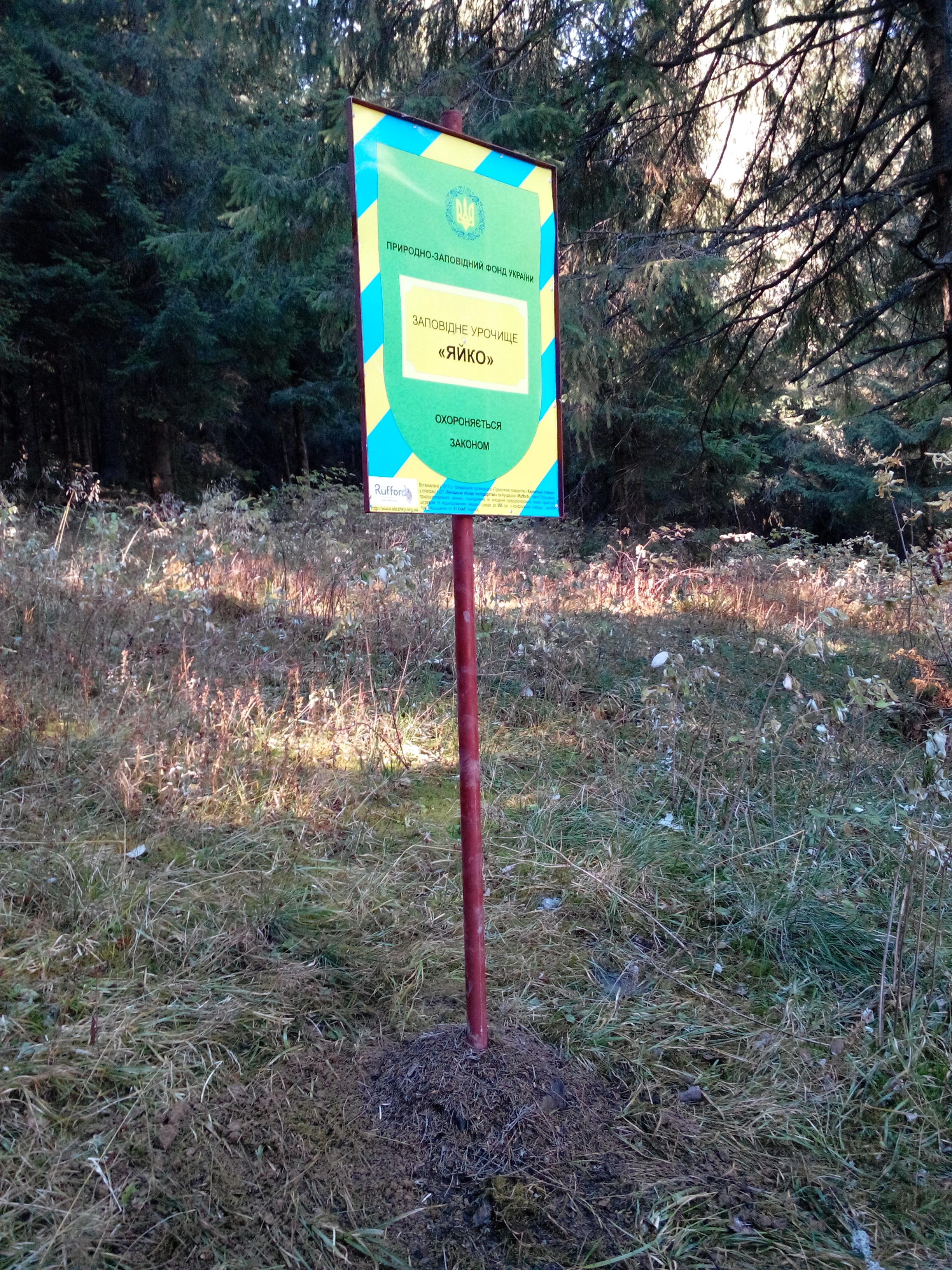
Охоронний знак з боку полонини Мшана